# Kai Lehtinen
Kai Antero Lehtinen, född 31 juli 1958 Kervo, Finland, är en finsk skådespelare och regissör. Han är känd bl.a. från sin roll i televisionsserien "Raid" och från flera olika finska filmer.

## Karriär
Kai Lehtinen har arbetat bland annat vid Helsingfors stadsteater, Esbo teater och dansteater Raatikko. 
Han har varit skådespelare i många olika finska filmer, bl.a. Raid (2003), Poliisin poika (1998), Pikkusisar och Mosku – lajinsa viimeinen (2003), där han spelade rollen som den lappländska "renkejsaren" Mosku, i verkligheten Aleksi Hihnavaara, som levde åren 1882–1938.
Hans första långfilmsregi var Umur 2002 med musik av Carl-Johan Häggman och Wimme Saari.
Lehtinen har regisserat pjäser av Aleksis Kivi, bl.a. Nummisuutarit, som visades somrarna 2007–2009 i Nurmijärvi. Lehtinen regisserade även Aleksis Kivis Sju bröder, som spelades på somrarna 2011–2012. 

## Filmografi
| År    | Film                        | Roll                        |
| ----- | --------------------------- | --------------------------- |
| 1984  | Tuhkimo                     |                             |
| 1986  | Baby Love                   | Snake                       |
| 1989  | Sju bröder                  | Juhani                      |
| 1989  | Valkoinen nainen            | Saanas son                  |
| 1991  | Postia marsalkalle          | Veli Sulonen                |
| 1992  | Hamlet                      | Laertes                     |
| 1993  | Viimeiset siemenperunat     | Poika                       |
| 1993  | Tuntemattomalle jumalalle   | Valpos detektiv             |
| 1994  | Aapo                        | Volanen                     |
| 1994  | Anita                       | Rami                        |
| 1994  | Kohtaamiset ja erot         |                             |
| 1994  | Marja                       | Mäkinen                     |
| 1995  | Aatamin poika               | Väinö                       |
| 1995  | Suolaista ja makeaa         | Ilari                       |
| 1996  | Tomas                       | Rate, farsans arbetskamrat  |
| 1997  | Juhannustarinoita           | Jykä                        |
| 1997  | Pekko ja unissakävelijä     | Kalevi, ”Keimo”, forskare   |
| 1997  | Siivoton juttu              | Rane                        |
| 1998  | Poliisin poika              | Trampas                     |
| 1998  | Team Ahma                   | förhörare                   |
| 1999  | Kulkuri ja Joutsen          | Lj. Liimatainen             |
| 1999  | Pikkusisar                  | Arvo Koskinen, sårad soldat |
| 1999  | Rikos & Rakkaus             | Marsipaani Räikkönen        |
| 1999  | Vägen till Rukajärvi        | major Kivikari              |
| 1999  | Ansa ja Oiva                | Gil                         |
| 2000  | Kuningas Hidas              | Taisto, byggnadsmålare      |
| 2003  | Mosku – lajinsa viimeinen   | Mosku                       |
| 2003  | Raid                        | Raid                        |
| 2003  | Vieraalla maalla            | polis i baseball teamet     |
| 2004  | Nyrölä                      | Saddam                      |
| 2005  | Kaksipäisen kotkan varjossa | officer                     |
| 2005  | Lupaus                      | Ollinen                     |
| 2006  | Bodomin legenda             | Hans Assmann                |
| 2007– | Taivaan tulet               | Tero Kekki                  |
| 2008  | Päätalo                     | Kalle Päätalo               |
| 2008  | Suuri performanssi          | Jaakko Tolvanen             |
| 2009  | Täällä Pohjantähden alla    | Rautajärvi                  |
| 2010  | Blanc comme neige           | Markku                      |
| 2010  | Havukka-ahon ajattelija     | Konsta Pylkkänen            |
| 2011  | Syvälle salattu             | Leo                         |
| 2012  | Punainen nauha              | Martti Turunen              |
| 2014  | Kummeli V                   |                             |

## Tilläggsinfo
- Kai Lehtinen, IMDB
- Kai Lehtinen i Elonet, Finland
- YLE-Finlands rundradio/Levande arkivet: "Raid-mies talossa ja puutarhassa"
- Kai Lehtinen inom WWF